# Adolfas-Ramanauskas-Vanagas-Gymnasium Alytus
Das Adolfas-Ramanauskas-Vanagas-Gymnasium Alytus (lit. Alytaus Adolfo Ramanausko-Vanago gimnazija) ist ein staatliches allgemeinbildendes Gymnasium in der  litauischen Stadt Alytus im Bezirk Alytus in Südlitauen. Es ist nach Adolfas Ramanauskas-Vanagas (1918–1957), dem litauischen Kämpfer gegen die sowjetische Okkupation, benannt.

## Geschichte

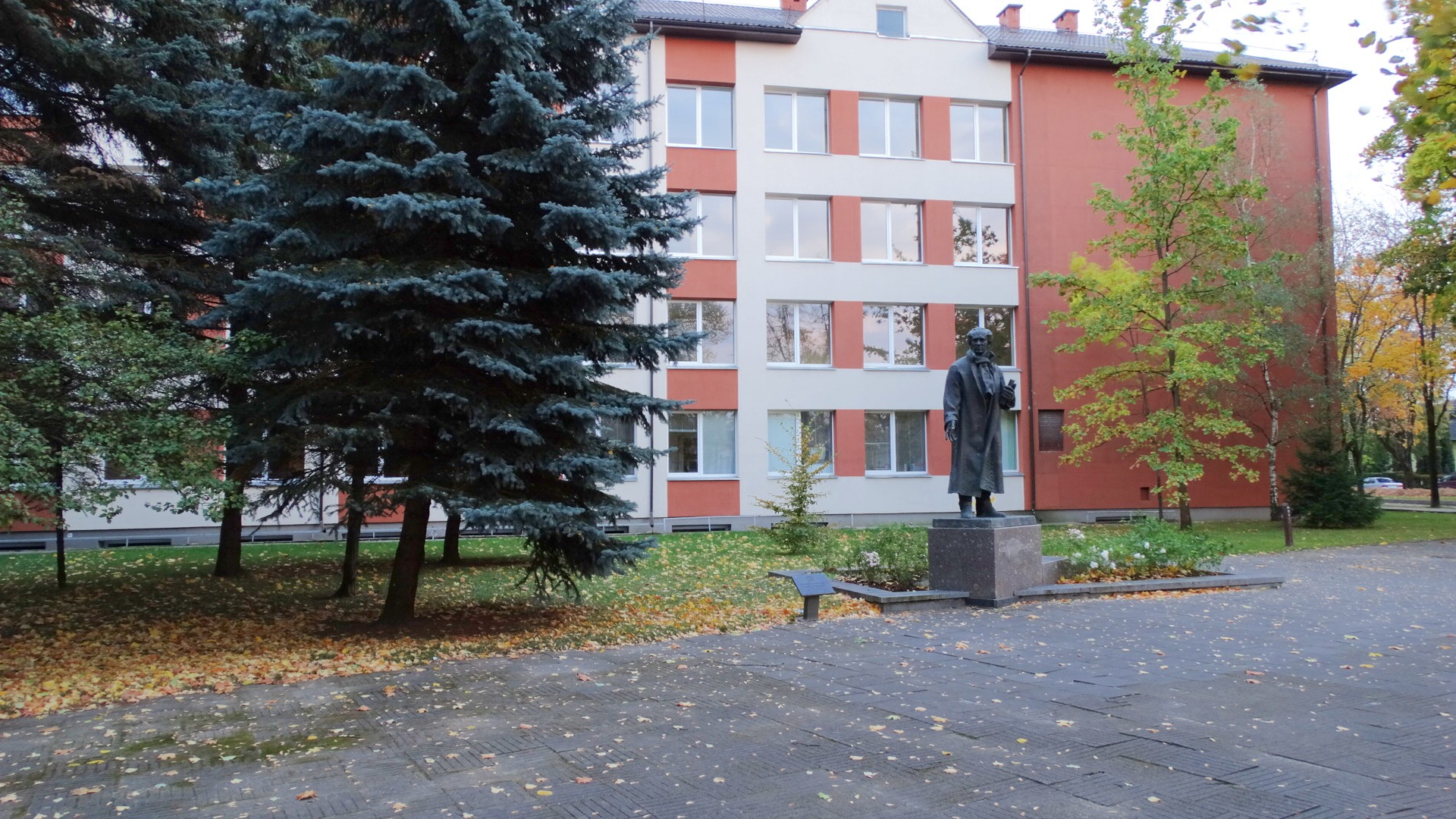
Denkmal an Ramanauskas-Vanagas

1919 wurde die vierjährige Schule gegründet und 1923 die 5. Klasse aufbauend eingerichtet; die Schule wurde zum Progymnasium und zog in neue Räumlichkeiten um. 1925 wurde sie Staatliches Gymnasium, ab 1940 eine 10-jährige Mittelschule, 1941 wieder Staatliches Gymnasium. 1944 entstanden das 1. Knabengymnasium und das 2. Mädchengymnasium.  1945 gab es nur ein Mädchengymnasium. Ab 1949 bestand die 2. Sekundarschule Alytus  mit 11 Klassen, später mit 12 Klassen (Abitur).
1941 wurde das Lehrerseminar Alytus von Juozas Mičiulis im alten Schulgebäude eingerichtet. Im Seminar arbeitete auch Adolfas Ramanauskas-Vanagas  (bis 1945). Er unterrichtete Lehrmethoden für die litauische Sprache und Mathematik, leitete den Sportunterricht und Pädagogische Praxis.
Am 1. September 1949  wurde das Lehrerseminar zur weiterführenden (elfjährigen) Schule. 1969 wurde ein Museum für Schul- und Heimatgeschichte eingerichtet. Am 1. Dezember 1994  wurde die  2. Sekundarschule Alytus nach Adolfas Ramanauskas-Vanagas benannt. Am 1. Juni 2010 wurde der Status eines Gymnasiums verliehen. Die Schule hatte damals insgesamt 78 Lehrer und 1.562 Schüler. Im August 2018 wurden 89 Mitarbeiter beschäftigt.
2021 erhielt Evaldas Lugauskas, ein Abiturient des Gymnasiums, 4-mal eine Leistungsbewertung von 100 Punkten (maximale Punktzahl) in den staatlichen Reifeprüfungen des Zentralabiturs in den Schulfächern Englisch, Mathematik, Biologie und Chemie sowie 82 Punkte (von 100) in Litauisch, 2022 bekam der Abiturient Simonas Surdokas 3-mal die Bewertung  von 100 Punkten (in Fächern Englisch, Mathematik und Informationstechnologien). Beide Absolventen wurden von Ingrida Šimonytė, der litauischen Premierministerin, und der litauischen Bildungsministerin Jurgita Šiugždinienė für ihre Abiturleistungen bei der Regierungskanzlei Litauens  ausgezeichnet, ihnen wurden Dankschreiben und Geschenke überreicht.

## Wirtschaftsakademie Alytus
Im Oktober 2016 wurde die Wirtschaftsakademie Alytus Academy of Economics and Business (lit. Alytaus ekonomikos ir verslo akademija, AEVA) in den Räumen des Gymnasiums errichtet. Damals war dies die erste Wirtschaftsakademie in Litauen, die Hochschul- und Allgemeinbildung kombinierte. Die Akademie wurde in Zusammenarbeit mit der Stadtverwaltung von Alytus und der Mykolas-Riomeris-Universität in Vilnius gegründet. Die Kooperationspartner und Dozenten kommen auch vom Bildungsverein „Lietuvos Junior Achievement“ und der Vilnius University Business School. Für junge Menschen im Alter von 16 bis 18 Jahren bietet die Wirtschaftsakademie kostenlose Vorlesungen und Kurse an, die nicht nur auf Theorie, sondern auch auf Praxis zu Business-, Wirtschafts-, Rechts- und Finanzthemen basieren. 56 Schüler aus allen vier Alytus-Stadtgymnasien begannen an der Akademie zu lernen.
Zu den Fächern gehören  Persönliche Finanzen, Unternehmenssimulation, Investment, Startup-Ökosystem, Mikroökonomie, Makroökonomie, Selbstbewusstsein und berufliche Kompetenzentwicklung, Marketing, Geld und Gold, Motivationsvorträge von Unternehmern, Jugend auf dem Arbeitsmarkt, Unternehmensführung, Businessplan-Schreiben, „AcceleratorX“ von Junior Achievement, Trainingslager im Sommer und Bildungsreisen. Im Juni 2017 absolvierten 29 Gymnasiasten (vom Ramanauskas-Vanagas-Gymnasium, dem Jotvingių-Gymnasium und dem Putinų-Gymnasium) die Akademie. Die Abschlusszeugnisse wurden verliehen.

## Fahrschule
Das Gymnasium ist auch eine staatlich anerkannte Fahrschule. Der Gemeinderat der Stadt Alytus, der Gründer des Gymnasiums, erlaubte ihm, seine Vorschriften zu ergänzen, um eine Lizenz für solche Aktivitäten zu erhalten. Die Schulung der Klasse B wird schon einige Jahrzehnte durchgeführt. Am Gymnasium sind drei Fahrlehrer (Vairavimo mokymo instruktorius) beschäftigt.

## Museum
Das Schulmuseum wurde 1969 gegründet. Es ist eines der ältesten Museen an den litauischen Schulen. Der Gründer des Museums war der Lehrer Antanas Anuškevičius, der die Aktivitäten bis 2001 leitete.  Das Museum sammelt, bewahrt und fördert die Exponate von Gymnasium, de, Lehrerseminar Alytus, des französischen Geschwaders (Jagd-Regiments) Normandie-Njemen und das historische Material der südlitauischen Region Dzūkija. Die Geschichte des Lehrerseminars und des Gymnasiums wird durch Fotografien, Erinnerungen, erhaltene Klassentagebücher, Abiturzeugnisse und Lehrbücher jener Zeit dargestellt.
Ein Teil der Räumlichkeiten des Museums ist Adolfas Ramanauskas-Vanagas, einem der wichtigsten und bedeutendsten Kommandeure des litauischen Widerstands gegen die sowjetische Besatzung und Okkupation, gewidmet.  Im Museum kann man die Kampfmomente dieses Partisanen und seiner Kameraden, den Haushalt der Partisanen kennenlernen. Es gibt auch ihre Waffen, die in verschiedenen Kommandoposten gefunden wurden. Auch die staatlichen Auszeichnungen von A. Ramanauskas-Vanagas, mit denen er nach seinem Tod von der Republik Litauen ausgezeichnet wurde, sind hier ausgestellt. Das Museum hat auch eine Bronzebüste von A. Ramanauskas-Vanagas, die vom Nationalpreisträger Bildhauer Stanislovas Kuzma geschaffen wurde.

## Schüler
- Tomas Pačėsas (* 1971), Basketball-Trainer, Manager, Sportfunktionär, ehemaliger Basketball-Spieler (1994–2007) und Politiker, Leiter der Partei „Lietuva – visų“